# Moehringia lateriflora
Moehringia lateriflora là loài thực vật có hoa thuộc họ Cẩm chướng. Loài này được (L.) Fenzl mô tả khoa học đầu tiên năm 1833.